# Athysanella pastora
Athysanella pastora är en insektsart som beskrevs av Blocker 1988 . Athysanella pastora ingår i släktet Athysanella och familjen dvärgstritar. Inga underarter finns listade i Catalogue of Life.